# Adolfius nadigi
Adolfius nadigi är en insektsart som först beskrevs av Carl Otto Harz 1987.  Adolfius nadigi ingår i släktet Adolfius och familjen gräshoppor. Inga underarter finns listade i Catalogue of Life.